# Galatasaray Istanbul/Saison 1977/78
Die Saison 1977/78 von Galatasaray Istanbul war die 70. Saison in der Vereinsgeschichte und die 20. Saison in der türkischen Liga, der 1. Lig. Der Klub beendete die Saison auf dem 3. Platz. Die Türkiye Kupası endete für die Gelb-Roten im Viertelfinale.

## Personalien

### Kader
| Nat.                                           | Name              | Geburtsdatum  | im Verein seit | vorheriger Verein |
| Torhüter                                       | Torhüter          | Torhüter      | Torhüter       | Torhüter          |
| ---------------------------------------------- | ----------------- | ------------- | -------------- | ----------------- |
| Turkei                                         | Nihat Akbay       | 1. Jan. 1945  | 1968           | Beykozspor        |
| Turkei                                         | Bahattin Demircan | 10. Apr. 1956 | 1977           | n. a.             |
| Jugoslawien Sozialistische Föderative Republik | Boško Kajganić    | 1. Jan. 1949  | 1977           | n. a.             |
| Abwehr                                         |                   |               |                |                   |
| Turkei                                         | Ahmet             | 1. Jan. 1947  | 1977           | n. a.             |
| Turkei                                         | Erdoğan Arıca     | 24. Juli 1954 | 1977           | Orduspor          |
| Turkei                                         | Müfit Erkasap     | 11. Juni 1957 | 1974           | eigene Jugend     |
| Turkei                                         | Rıdvan Kılıç      | 22. Nov. 1955 | 1976           | n. a.             |
| Turkei                                         | Cüneyt Tanman     | 16. Jan. 1956 | 1976           | Giresunspor       |
| Turkei                                         | Güngör Tekin      | 4. Jan. 1953  | 1975           | PTT               |
| Turkei                                         | Fatih Terim       | 4. Sep. 1953  | 1974           | Adana Demirspor   |
| Turkei                                         | Ali Yavaş         | 1. Jan. 1950  | 1974           | Altay Izmir       |
| Mittelfeld                                     |                   |               |                |                   |
| Turkei                                         | Gürcan Aday       | 15. Aug. 1958 | 1977           | Adana Demirspor   |
| Turkei                                         | Turgay İnal       | 1. Jan. 1958  | 1977           | Dardanelspor      |
| Turkei                                         | Mehmet Oğuz       | 3. Mai 1949   | 1967           | Kadırga SK        |
| Turkei                                         | Ergun Ortakçı     | 1. Jan. 1959  | 1977           | Sultantepe SK     |
| Turkei                                         | Bülent Ünder      | 16. Apr. 1949 | 1969           | eigene Jugend     |
| Angriff                                        |                   |               |                |                   |
| Turkei                                         | Engin Çınar       | 25. Mai 1954  | 1977           | Beşiktaş Istanbul |
| Turkei                                         | Tacettin Ergürsel | 4. Sep. 1950  | 1977           | Bursaspor         |
| Turkei                                         | Murat Kandil      | 18. Apr. 1955 | 1977           | Konya İdman Yurdu |
| Turkei                                         | Öner Kılıç        | 15. Mai 1954  | 1976           | n. a.             |
| Turkei                                         | Gökmen Özdenak    | 22. Juni 1947 | 1967           | Istanbulspor      |
| Turkei                                         | Mehmet Özgül      | 1. Jan. 1950  | 1972           | Sirkeci SK        |
| Turkei                                         | Şükrü Tetik       | 1. Okt. 1957  | 1976           | Giresunspor       |

#### Transfers
| Zugänge | Abgänge |
| --- | --- |
| - Gürcan Aday (Adana Demirspor) - Ahmet (n. a.) - Erdoğan Arıca (Orduspor) - Engin Çınar (Beşiktaş Istanbul) - Bahattin Demircan (n. a.) - Tacettin Ergürsel (Bursaspor) - Turgay İnal (Dardanelspor) - Boško Kajganić (FK Roter Stern Belgrad) - Murat Kandil (Konya İdman Yurdu) - Ergun Ortakçı (Sultantepe SK) | - Faruk Aktaş (Orduspor) - Zafer Dinçer (Orduspor) - Ekrem Günalp (Karriere beendet) - Arif Kuşdoğan (Rizespor) - Furkan Ölçer (Vefa Istanbul) - Doğan Özdenak (n. a.) - Yılmaz Pamuk (n. a.) - Şevki Şenlen (Fenerbahçe Istanbul) - Engin Tuncer (Karriere beendet) - Nurettin Yılmaz (Adanaspor) |

## Spielkleidung
| Heim | Auswärts | Ausweich |

- Trikotsponsor: Volvo / PeReJa

## Saison
Alle Ergebnisse aus Sicht von Galatasaray Istanbul.
Die Tabelle listet alle 1.-Lig-Spiele des Vereins der Saison 1977/78 auf. Siege sind grün, Unentschieden gelb und Niederlagen rot markiert.

### 1. Lig
| ST | Datum              | Gegner              | Ort                            | Ergebnis  | Tor(e) für Galatasaray Istanbul                                                     | Karte(n) für Galatasaray Istanbul |
| -- | ------------------ | ------------------- | ------------------------------ | --------- | ----------------------------------------------------------------------------------- | --------------------------------- |
| 01 | 28. August 1977    | Zonguldakspor       | İnönü Stadı, Istanbul          | 1:0 (0:0) | 1:0 Özdenak (55.)                                                                   | Özdenak (77.)                     |
| 02 | 4. September 1977  | Eskişehirspor       | Atatürk Stadı, Eskişehir       | 2:2 (2:2) | 1:2 Özdenak (21.), 2:2 Özdenak (44.)                                                | Özdenak (84.)                     |
| 03 | 11. September 1977 | Boluspor            | Inönü Stadı, Istanbul          | 1:0 (1:0) | 1:0 Tetik (28.)                                                                     | keine                             |
| 04 | 25. September 1977 | Trabzonspor         | Şehir Stadı, Trabzon           | 0:0       | keine                                                                               | keine                             |
| 05 | 2. Oktober 1977    | Fenerbahçe Istanbul | Inönü Stadı, Istanbul          | 0:2 (0:2) | keine                                                                               | Erkasap (49.), Özgül (65.)        |
| 06 | 9. Oktober 1977    | Mersin İdman Yurdu  | Tevfik Sırrı Gür Stadı, Mersin | 1:1 (0:1) | 1:1 Özgül (87.)                                                                     | Tetik (8.), Özgül (63.)           |
| 07 | 16. Oktober 1977   | MKE Ankaragücü      | Inönü Stadı, Istanbul          | 2:0 (0:0) | 1:0 Ergürsel (60.), 2:0 Özgül (72.)                                                 | Ergürsel (47.)                    |
| 08 | 5. November 1977   | Orduspor            | İnönü Stadı, Istanbul          | 0:0       | keine                                                                               | keine                             |
| 09 | 20. November 1977  | Samsunspor          | 19 Mayıs Stadı, Samsun         | 0:0       | keine                                                                               | keine                             |
| 10 | 4. Dezember 1977   | Altay Izmir         | Alsancak Stadı, Izmir          | 1:2 (1:2) | 1:1 Tanman (16.)                                                                    | keine                             |
| 11 | 10. Dezember 1977  | Adanaspor           | Inönü Stadı, Istanbul          | 4:0 (2:0) | 1:0 Tekin (36.), 2:0 Ergürsel (38.), 3:0 Tanman (46.), 4:0 Terim (53.)              | keine                             |
| 12 | 18. Dezember 1977  | Beşiktaş Istanbul   | Inönü Stadı, Istanbul          | 3:1 (0:0) | 1:0 Özdenak (61.), 2:0 Ö. Kılıç (69.), 3:1 Özdenak (86.)                            | Özdenak (53.)                     |
| 13 | 25. Dezember 1977  | Diyarbakırspor      | Şehir Stadı, Diyarbakır        | 1:1 (0:0) | 1:0 Özdenak (68.)                                                                   | keine                             |
| 14 | 1. Januar 1978     | Bursaspor           | Inönü Stadı, Istanbul          | 2:0 (1:0) | 1:0 Ergürsel (12.), 2:0 Tanman (89.)                                                | Özdenak (66.)                     |
| 15 | 8. Januar 1978     | Adana Demirspor     | Şehir Stadı, Adana             | 0:1 (0:0) | keine                                                                               | Ergürsel (19.)                    |
| 16 | 19. Februar 1978   | Zonguldakspor       | Şehir Stadı, Zonguldak         | 0:0       | keine                                                                               | keine                             |
| 17 | 26. Februar 1978   | Eskişehirspor       | Inönü Stadı, Istanbul          | 1:0 (1:0) | 1:0 Terim (34.)                                                                     | keine                             |
| 18 | 5. März 1978       | Boluspor            | Şehir Stadı, Bolu              | 0:3 (0:1) | keine                                                                               | keine                             |
| 19 | 12. März 1978      | Trabzonspor         | Inönü Stadı, Istanbul          | 2:1 (2:1) | 1:0 Özdenak (30. Elfmeter), 2:1 Özdenak (42.)                                       | Terim (35.), Özdenak (55.)        |
| 20 | 19. März 1978      | Fenerbahçe Istanbul | Inönü Stadı, Istanbul          | 2:2 (1:1) | 1:0 Özdenak (7.), 2:1 Oğuz (84.)                                                    | keine                             |
| 21 | 26. März 1978      | Mersin İdman Yurdu  | Inönü Stadı, Istanbul          | 2:1 (1:0) | 1:0 Özdenak (20. Elfmeter), 2:1 Tekin (76.)                                         | Özdenak (58.)                     |
| 22 | 2. April 1978      | MKE Ankaragücü      | 19 Mayıs Stadı, Ankara         | 1:3 (0:2) | 1:3 Erül (85.)                                                                      | Oğuz (58.), Özdenak (77.)         |
| 23 | 10. April 1978     | Orduspor            | 19 Eylül Stadı, Ordu           | 1:0 (1:0) | 1:0 Ö. Kılıç (2.)                                                                   | keine                             |
| 24 | 15. April 1978     | Samsunspor          | Inönü Stadı, Istanbul          | 2:1 (0:0) | 1:0 Ergürsel (68.), 2:1 Ö. Kılıç (84.)                                              | Erkasap (39.)                     |
| 25 | 22. April 1978     | Altay Izmir         | Inönü Stadı, Istanbul          | 0:0       | keine                                                                               | keine                             |
| 26 | 30. April 1978     | Adanaspor           | Şehir Stadı, Adana             | 0:0       | keine                                                                               | İnal (72.)                        |
| 27 | 7. Mai 1978        | Beşiktaş Istanbul   | Inönü Stadı, Istanbul          | 1:1 (0:1) | 1:1 Özdenak (71.)                                                                   | Özdenak (84.)                     |
| 28 | 14. Mai 1978       | Diyarbakırspor      | Inönü Stadı, Istanbul          | 3:0 (2:0) | 1:0 Özdenak (14.), 2:0 İnal (18.), 3:0 Özdenak (85.)                                | keine                             |
| 29 | 21. Mai 1978       | Bursaspor           | Atatürk Stadı, Bursa           | 1:1 (1:0) | 1:0 Ö. Kılıç (11.)                                                                  | keine                             |
| 30 | 27. Mai 1978       | Adana Demirspor     | Inönü Stadı, Istanbul          | 4:3 (3:1) | 1:0 Özdenak (4.), 2:0 Ö. Kılıç (15.), 3:1 Özdenak (44. Elfmeter), 4:2 Özdenak (62.) | keine                             |

### Türkiye Kupası
| Runde        | Datum             | Gegner        | Ort                         | Ergebnis  | Tor(e) für Galatasaray Istanbul                                       | Karte(n) für Galatasaray Istanbul |
| ------------ | ----------------- | ------------- | --------------------------- | --------- | --------------------------------------------------------------------- | --------------------------------- |
| 3R-Hinspiel  | 7. Dezember 1977  | Izmirspor     | Inönü Stadı, Istanbul       | 4:0 (3:0) | 1:0 Arıca (23.), 2:0 Özdenak (42.), 3:0 Özdenak (44.), 4:0 Oğuz (73.) | keine                             |
| 3R-Rückspiel | 21. Dezember 1977 | Izmirspor     | Atatürk Stadı, Izmir        | 1:0 (0:0) | 1:0 Ünder (77.)                                                       | keine                             |
| 4R-Hinspiel  | 15. Februar 1978  | Gaziantepspor | Inönü Stadı, Istanbul       | 1:0 (0:0) | 1:0 Oğuz (51.)                                                        | Tekin (71.)                       |
| 4R-Rückspiel | 1. März 1978      | Gaziantepspor | Kamil Ocak Stadı, Gaziantep | 2:0 (0:0) | 1:0 Özer (70.), 2:0 Özdenak (81.)                                     | keine                             |
| VF-Hinspiel  | 15. März 1978     | Kayserispor   | Inönü Stadı, Istanbul       | 0:1 (0:0) | keine                                                                 | keine                             |
| VF-Rückspiel | 29. März 1978     | Kayserispor   | Atatürk Stadı, Kayseri      | 0:0       | keine                                                                 | keine                             |

### TSYD Kupası
| Datum           | Gegner              | Ort                   | Ergebnis  | Tor(e) für Galatasaray Istanbul                                         | Karte(n) für Galatasaray Istanbul |
| --------------- | ------------------- | --------------------- | --------- | ----------------------------------------------------------------------- | --------------------------------- |
| 10. August 1977 | Beşiktaş Istanbul   | Inönü Stadı, Istanbul | 4:0 (3:0) | 1:0 Ergürsel (10.) 2:0 Ö. Kılıç (26.) 3:0 Tetik (37.) 4:0 Özdenak (63.) | keine                             |
| 14. August 1977 | Fenerbahçe Istanbul | Inönü Stadı, Istanbul | 1:2 (0:0) | 1:2 Tekin (77.)                                                         | Akbay (62.)                       |

## Statistiken

### Teamstatistik
| Wettbewerb     | Punkte | daheim | daheim | daheim | daheim | daheim | auswärts | auswärts | auswärts | auswärts | auswärts | Gesamt | Gesamt | Gesamt | Gesamt | Gesamt | Tordifferenz |
| Wettbewerb     | Punkte | Sp     | G      | U      | N      | TV     | Sp       | G        | U        | N        | TV       | Sp     | G      | U      | N      | TV     | Tordifferenz |
| -------------- | ------ | ------ | ------ | ------ | ------ | ------ | -------- | -------- | -------- | -------- | -------- | ------ | ------ | ------ | ------ | ------ | ------------ |
| 1. Lig         | 38:22  | 15     | 12     | 2      | 1      | 27:9   | 15       | 1        | 10       | 4        | 11:17    | 30     | 13     | 12     | 5      | 38:26  | +12          |
| Türkiye Kupası | –      | 3      | 2      | 0      | 1      | 5:1    | 3        | 2        | 1        | 0        | 3:0      | 6      | 4      | 1      | 1      | 8:1    | +7           |
| Gesamt         | 38:22  | 18     | 14     | 2      | 2      | 32:10  | 18       | 3        | 11       | 4        | 14:17    | 36     | 17     | 13     | 6      | 46:27  | +19          |

### Saisonverlauf
| Spieltag | 1 | 2 | 3 | 4 | 5 | 6 | 7 | 8 | 9 | 10 | 11 | 12 | 13 | 14 | 15 | 16 | 17 | 18 | 19 | 20 | 21 | 22 | 23 | 24 | 25 | 26 | 27 | 28 | 29 | 30 |
| -------- | - | - | - | - | - | - | - | - | - | -- | -- | -- | -- | -- | -- | -- | -- | -- | -- | -- | -- | -- | -- | -- | -- | -- | -- | -- | -- | -- |
| Spielort | H | A | H | A | H | A | H | H | A | A  | H  | H  | A  | H  | A  | A  | H  | A  | H  | A  | H  | A  | A  | H  | H  | A  | A  | H  | A  | H  |
| Resultat | S | U | S | U | N | U | S | U | U | N  | S  | S  | U  | S  | N  | U  | S  | N  | S  | U  | S  | N  | S  | S  | U  | U  | A  | S  | U  | S  |
| Platz    | 5 | 5 | 2 | 4 | 6 | 5 | 3 | 2 | 2 | 6  | 3  | 3  | 3  | 3  | 3  | 3  | 3  | 3  | 3  | 3  | 3  | 3  | 3  | 3  | 3  | 3  | 3  | 3  | 3  | 3  |

Quelle: https://www.weltfussball.de/spielplan/tur-sueperlig-1977-1978
Legende: Spielort: H = Heim; A = Auswärts. Resultat: S = Sieg; U = Unentschieden; N = Niederlage

### Spielerstatistiken
| Spieler           | 1. Lig   | 1. Lig | 1. Lig      | 1. Lig     | Türkiye Kupası | Türkiye Kupası | Türkiye Kupası | Türkiye Kupası | TSYD Kupası | TSYD Kupası | TSYD Kupası | TSYD Kupası | Total    | Total | Total       | Total      |
| Spieler           | Einsätze | Tore   | Gelbe Karte | Rote Karte | Einsätze       | Tore           | Gelbe Karte    | Rote Karte     | Einsätze    | Tore        | Gelbe Karte | Rote Karte  | Einsätze | Tore  | Gelbe Karte | Rote Karte |
| ----------------- | -------- | ------ | ----------- | ---------- | -------------- | -------------- | -------------- | -------------- | ----------- | ----------- | ----------- | ----------- | -------- | ----- | ----------- | ---------- |
| Gürcan Aday       | 29       | 0      | 0           | 0          | 5              | 0              | 0              | 0              | 2           | 0           | 0           | 0           | 36       | 0     | 0           | 0          |
| Ahmet             | 1        | 0      | 0           | 0          | 0              | 0              | 0              | 0              | 0           | 0           | 0           | 0           | 1        | 0     | 0           | 0          |
| Nihat Akbay       | 10       | 0      | 0           | 0          | 1              | 0              | 0              | 0              | 2           | 0           | 0           | 1           | 13       | 0     | 0           | 1          |
| Erdoğan Arıca     | 28       | 0      | 0           | 0          | 4              | 1              | 0              | 0              | 2           | 0           | 0           | 0           | 34       | 1     | 0           | 0          |
| Engin Çınar       | 0        | 0      | 0           | 0          | 1              | 0              | 0              | 0              | 0           | 0           | 0           | 0           | 1        | 0     | 0           | 0          |
| Bahattin Demircan | 16       | 0      | 0           | 0          | 5              | 0              | 0              | 0              | 1           | 0           | 0           | 0           | 22       | 0     | 0           | 0          |
| Tacettin Ergürsel | 24       | 4      | 2           | 0          | 5              | 0              | 0              | 0              | 2           | 1           | 0           | 0           | 31       | 5     | 2           | 0          |
| Müfit Erkasap     | 30       | 0      | 2           | 0          | 6              | 0              | 0              | 0              | 0           | 0           | 0           | 0           | 36       | 0     | 2           | 0          |
| Turgay İnal       | 14       | 1      | 1           | 0          | 4              | 0              | 0              | 0              | 1           | 0           | 0           | 0           | 19       | 1     | 1           | 0          |
| Boško Kajganić    | 6        | 0      | 0           | 0          | 0              | 0              | 0              | 0              | 0           | 0           | 0           | 0           | 6        | 0     | 0           | 0          |
| Murat Kandil      | 10       | 0      | 0           | 0          | 2              | 0              | 0              | 0              | 2           | 0           | 0           | 0           | 14       | 0     | 0           | 0          |
| Öner Kılıç        | 29       | 5      | 0           | 0          | 5              | 0              | 0              | 0              | 2           | 1           | 0           | 0           | 36       | 6     | 0           | 0          |
| Rıdvan Kılıç      | 7        | 0      | 0           | 0          | 3              | 0              | 0              | 0              | 1           | 0           | 0           | 0           | 11       | 0     | 0           | 0          |
| Mehmet Oğuz       | 24       | 1      | 2           | 0          | 5              | 2              | 0              | 0              | 2           | 0           | 0           | 0           | 31       | 3     | 2           | 0          |
| Ergun Ortakçı     | 3        | 0      | 0           | 0          | 0              | 0              | 0              | 0              | 0           | 0           | 0           | 0           | 3        | 0     | 0           | 0          |
| Gökmen Özdenak    | 26       | 16     | 8           | 0          | 6              | 3              | 0              | 0              | 2           | 1           | 0           | 0           | 34       | 20    | 8           | 0          |
| Mehmet Özgül      | 11       | 2      | 2           | 0          | 2              | 0              | 0              | 0              | 0           | 0           | 0           | 0           | 13       | 2     | 2           | 0          |
| Cüneyt Tanman     | 28       | 3      | 0           | 0          | 5              | 0              | 0              | 0              | 1           | 0           | 0           | 0           | 34       | 3     | 0           | 0          |
| Güngör Tekin      | 29       | 2      | 0           | 0          | 5              | 0              | 1              | 0              | 2           | 1           | 0           | 0           | 36       | 3     | 1           | 0          |
| Fatih Terim       | 29       | 2      | 1           | 0          | 5              | 0              | 0              | 0              | 2           | 0           | 0           | 0           | 36       | 2     | 1           | 0          |
| Şükrü Tetik       | 14       | 1      | 1           | 0          | 1              | 0              | 0              | 0              | 2           | 1           | 0           | 0           | 17       | 2     | 1           | 0          |
| Bülent Ünder      | 2        | 0      | 0           | 0          | 1              | 1              | 0              | 0              | 0           | 0           | 0           | 0           | 3        | 1     | 0           | 0          |
| Ali Yavaş         | 4        | 0      | 0           | 0          | 1              | 0              | 0              | 0              | 0           | 0           | 0           | 0           | 5        | 0     | 0           | 0          |